# Toate păsările din cer
Toate păsările din cer (în engleză All the Birds in the Sky) este un roman științifico-fantastic al scriitoarei americane Charlie Jane Anders. A apărut prima dată în ianuarie 2016 la editura Tor Books. A primit Premiul Nebula pentru cel mai bun roman.

## Prezentare
O vrăjitoare, un inventator și sfârșitul lumii. Are loc un război între magie și știință care ar putea distruge planeta.

## Premii
| Premiu                                             | An   | Rezultat          |
| -------------------------------------------------- | ---- | ----------------- |
| Premiul Locus pentru cel mai bun roman de fantezie | 2017 | Câștigat          |
| Premiul Hugo pentru cel mai bun roman              | 2017 | Nominalizare      |
| Premiul Nebula pentru cel mai bun roman            | 2017 | Câștigat          |
| Premiul Crawford                                   | 2016 | Câștigat          |
| Premiul James Tiptree Jr.-bending SF               | 2016 | Honorable Mention |

## Lucrări citate
- Anders, Charlie Jane (2016). All the Birds in the Sky (ed. e-book). London: Titan Books. ISBN 978-1-7856-5056-7.

## Legături externe
- en  Istoria publicării lucrării All the Birds in the Sky la Internet Speculative Fiction Database

## Vezi și
- 2016 în științifico-fantastic